# Giovanni Forner
Giovanni Forner (Portogruaro, 31 maggio 1928 – Portogruaro, 10 gennaio 2011) è stato un politico italiano.

## Biografia
È stato consigliere comunale nella città natale dal 1951 al 1975. Entrato alla Camera dei deputati con le politiche del 1983, al termine della legislatura è tornato alla politica locale come consigliere comunale a San Michele al Tagliamento dal 1989 al 1994, aderendo ad Alleanza Nazionale dopo lo scioglimento del MSI.